# Aleksandr Bratczikow
Aleksandr Siergiejewicz Bratczikow (ros. Александр Сергеевич Братчиков, ur. 21 lipca 1947 w Moskwie) – radziecki lekkoatleta, sprinter, trzykrotny halowy mistrz Europy.

## Kariera sportowa
Specjalizował się w biegu na 400 metrów. Zwyciężył w nim i w sztafecie 4 × 400 metrów na europejskich igrzyskach juniorów w 1966 w Odessie.
Zdobył złoty medal w sztafecie 4 × 2 okrążenia na europejskich igrzyskach halowych w 1967 w Pradze (sztafeta radziecka wystąpiła w składzie: Nikołaj Iwanow, Wasyl Anisimow, Bratczikow i Borys Sawczuk) oraz srebrny medal w sztafecie 1+2+3+4 okrążenia (w składzie: Sawczuk, Anisimow, Bratczikow i Walerij Frołow. Na kolejnych europejskich igrzyskach halowych w 1968 w Madrycie Bratczikow zdobył srebrny medal w biegu na 400 metrów (za Andrzejem Badeńskim) i brązowy medal w sztafecie 4 × 2 okrążenia w składzie: Sawczuk, Anisimow, Siergiej Abalichin i Bratczikow.
Zdobył srebrny medal w sztafecie 4 × 2 okrążenia w składzie: Leonid Mikiszew, Bratczikow, Wałerij Borzow i Jurij Zorin na europejskich igrzyskach halowych w 1969 w Belgradzie, a w biegu na 400 metrów odpadł w eliminacjach.
Na mistrzostwach Europy w 1969 w Atenach Bratczikow zdobył srebrny medal w sztafecie 4 × 400 metrów (sztafeta radziecka biegła w składzie: Jewgienij Borisienko, Sawczuk, Zorin i Bratczikow) oraz zajął 5. miejsce w finale biegu na 400 metrów.
Zwyciężył w biegu na 400 metrów i w sztafecie 4 × 400 metrów na pierwszych halowych mistrzostwach Europy w 1970 w Wiedniu. Sztafeta radziecka w składzie: Borisienko, Zorin, Sawczuk i Bratczikow ustanowiła wówczas halowy rekord świata czasem 3:05,9. Zdobył srebrny medal w sztafecie 4 × 400 metrów (w tym samym składzie) na letniej uniwersjadzie w 1970 w Turynie. 
Zdobył srebrny medal w sztafecie 4 × 400 metrów (w składzie: Bratczikow, Siemion Koczer, Sawczuk i Borisienko) oraz brązowy medal w biegu na 400 metrów na halowych mistrzostwach Europy w 1971 w Sofii. Na mistrzostwach Europy w 1971 w Helsinkach zajął 7. miejsce w biegu na 400 metrów i 4. miejsce w sztafecie 4 × 400 metrów.
Był mistrzem ZSRR w biegu na 200 metrów w 1969, w biegu na 400 metrów w 1969 i 1971 oraz w sztafecie 4 × 400 metrów w 1968 i 1969, wicemistrzem w sztafecie 4 × 400 metrów w 1970, 1971, 1973 i 1975 oraz brązowym medalistą w biegu na 400 metrów w 1970.
Bratczikow poprawił rekord ZSRR w biegu na 400 metrów czasem 45,9 s (17 września 1969 w Atenach) oraz w sztafecie 4 × 400 metrów rezultatem 3:03,0 (20 września 1969 w Atenach).